# Aeropuerto Internacional de Hanimaadhoo
El Aeropuerto Internacional de Hanimaadhoo  (en divehi: ހަނިމާދޫ ބައިނަލްއަޤުވާމީ ވައިގެ ބަނދަރު) (IATA: HAQ, ICAO: VRMH) es un aeropuerto situado en la isla de Hanimaadhoo en el atolón Haa Dhaalu, Maldivas, que abrió como un aeropuerto nacional. Se pasó a un aeropuerto internacional el 2 de febrero de 2012, con la introducción de los vuelos directos a Trivandrum de Maldivas. 
El aeropuerto se encuentra a una altitud de 3 pies ( 1 m) sobre el nivel medio del mar . Se ha designado una pista como 03/21 con una superficie de asfalto que mide 1220 por 30 metros (4.003 pies x 98 pies).